# Connor Weil
Connor Alan Weil (Portland, 1994) é um ator americano. Ele é mais conhecido pelo papel de Will Belmont na série de televisão Scream.

## Biografia
Nascido e criado em Portland, Oregon, Connor descobriu a atuação com o seu primeiro musical aos 10 anos de idade. Ele continuou fazendo teatro semi-profissional até seus 15 anos. Aos 16 anos mudou-se para Los Angeles para prosseguir com a carreira de ator. Ele reservou seu primeiro trabalho seis meses depois, o telefilme Lies in Plain Sight do canal pago Lifetime.
Connor é dedicado à filantropia e seus hobbies incluem surf, pesca, basquete e tocar guitarra, entre outros.

## Filmografia
| Ano  | Título              | Papel               | Nota                 |
| ---- | ------------------- | ------------------- | -------------------- |
| 2010 | Lies in Plain Sight | Derek               | Telefilme            |
| 2011 | Hollywood Tale      | Convidado da festa  | Curta-metragem       |
| 2012 | 1313: Frankenqueen  | Matt                | Diretamente em vídeo |
| 2013 | Anatomy of Violence | Young Party Goer    | Telefilme            |
| 2013 | Dirty Teacher       | Trent               | Telefilme            |
| 2013 | Sharknado           | Luellyn             | Telefilme            |
| 2014 | Death Clique        | Clay                | Telefilme            |
| 2015 | McFarland, USA      | Palo Alto Runner #1 |                      |
| 2015 | Gratuitous Violence | Trevor              | Curta-metragem       |
| 2016 | A Week in London    | Nikk                |                      |

### Televisão
| Ano  | Título                         | Papel               | Nota                          |
| ---- | ------------------------------ | ------------------- | ----------------------------- |
| 2011 | Victorious                     | Primeiro marinheiro | Temporada 2, Episódio 4       |
| 2011 | A.N.T. Farm                    | Legan               | Temporada 1, Episódio 1       |
| 2012 | The Jadagrace Show             | Bradley             | 11 episódios                  |
| 2013 | Crash & Bernstein              | Spencer             | Temporada 1, Episódio 12      |
| 2013 | The Young and the Restless     | Bully               | Episódio #1.10164             |
| 2013 | The Tonight Show with Jay Leno | Estudante           | Temporada 21, Episódio 203    |
| 2013 | Liv e Maddie                   | Miller White        | Temporada 1, Episódio 6       |
| 2014 | Kickin' It                     | J.P.                | Temporada 4, Episódio 14      |
| 2015 | Scream                         | Will Belmont        | Elenco principal, 8 episódios |
| 2015 | The Goldbergs                  | Steve Kremp         | Temporada 3, Episódio 10      |
| 2016 | Days of Our Lives              | Mark McNair         | 4 episódios                   |
| 2016 | Roadies                        | Phil jovem          | 3 episódios                   |